# John Klyberg
Charles John Klyberg (* 29. Juli 1931; † 16. Januar 2020 in Hythe) war ein britischer anglikanischer Bischof und späterer römisch-katholischer Geistlicher.

## Leben
Klyberg studierte anglikanische Theologie am Eastbourne College und am Lincoln Theological College. Nach seiner Weihe zum anglikanischen Priester war er in der Kirchengemeinde St John’s in East Dulwich tätig und danach als Rektor am Fort Jameson in Sambia. Danach arbeitete er in der Kirchengemeinde Christ Church and St Stephen in Battersea und wurde dann Dekan von Lusaka in Sambia. Er war als Nachfolger von Brian Masters von 1985 bis 1996 anglikanischer Bischof von Fulham. Sein Nachfolger wurde John Broadhurst. Anlässlich der Zulassung der Frauenordination in der Church of England trat Klyberg zur römisch-katholischen Kirche über. Er empfing die katholische Priesterweihe und wurde 2000 von Papst Johannes Paul II. zum Ehrenprälaten ernannt. Den gleichen Weg gingen unter anderem John Broadhurst, Andrew Burnham und Keith Newton, die am 1. Januar 2011 konvertierten.